# Roman Procházka (politik)
Roman Procházka (23. listopadu 1968 Mariánské Lázně – 19. února 2024) byl český politik, v letech 2018 až 2024 člen kolegia Nejvyššího kontrolního úřadu, v letech 2013 až 2017 poslanec Poslanecké sněmovny PČR, v letech 2016 až 2018 zastupitel Karlovarského kraje, v letech 2014 až 2018 zastupitel a 1. místostarosta města Lázně Kynžvart, člen hnutí ANO.

## Život
Po absolvování Střední průmyslové školy Loket (1983 až 1987) vystudoval v letech 1987 až 1991 Fakultu stavební Českého vysokého učení technického v Praze (získal titul Ing.). Téma diplomové práce znělo "Projekt výstavby zdravotnického střediska".
V letech 1991 až 1993 byl zaměstnán na referátu životního prostředí v oblasti památkové péče na Okresním úřadu v Chebu. V roce 1993 začal podnikat a zároveň působit v Národním památkovém ústavu. V roce 1996 zakládal územní odborné pracovíště Národního památkového ústavu v Lokti s působností pro celý Karlovarský kraj, které pak v letech 2007 až 2010 řídil. V roce 2010 se stal ředitelem Muzea Cheb, které je příspěvkovou organizací Karlovarského kraje.
Roman Procházka byl ženatý a měl dvě děti. Zemřel náhle v únoru 2024 ve věku 55 let.

## Politické působení
Do politiky se pokoušel vstoupit, když v komunálních volbách v roce 2002 kandidoval jako nestraník za subjekt "Sdružení nezávislých kandidátů - Volba pro rozvoj města" do Zastupitelstva města Lázně Kynžvart, ale neuspěl. Neuspěl ani v komunálních volbách v roce 2006 jako nestraník za ODS, stejně tak ve volbách v roce 2010 jako člen ODS.
V roce 2012 vstoupil do hnutí ANO 2011 a o rok později byl v dubnu zvolen předsedou Krajské organizace hnutí ANO 2011 v Karlovarském kraji. V komunálních volbách v roce 2014 byl zvolen jako člen hnutí ANO 2011 na kandidátce subjektu "Pro město Lázně Kynžvart" zastupitelem města Lázně Kynžvart. Následně se stal 1. místostarostou města.
Ve volbách do Poslanecké sněmovny PČR v roce 2013 kandidoval za hnutí ANO 2011 jako lídr v Karlovarském kraji a byl zvolen.
V krajských volbách v roce 2016 byl za hnutí ANO 2011 zvolen zastupitelem Karlovarského kraje. Ve volbách do Poslanecké sněmovny PČR v roce 2017 obhajoval svůj poslanecký mandát za hnutí ANO 2011 v Karlovarském kraji, ale neuspěl.
Od 25. ledna 2018 byl členem Nejvyššího kontrolního úřadu. V souvislosti s tím rezignoval na post zastupitele Karlovarského kraje. Funkci člena Kolegia NKÚ zastával až do své náhlé smrti v únoru 2024.